# Abbaye de Lorsch
 (septembre 2010).
Si vous disposez d'ouvrages ou d'articles de référence ou si vous connaissez des sites web de qualité traitant du thème abordé ici, merci de compléter l'article en donnant les références utiles à sa vérifiabilité et en les liant à la section « Notes et références ».
L'abbaye de Lorsch, fondée en 764, est parfois nommée abbaye de Saint-Nazaire, généralement avec la précision de Lorsch ou près du Rhin. Construite à la périphérie de la ville de Lorsch (Allemagne, Hesse) dans la plaine du Rhin, elle devient un important centre culturel au Moyen Âge. Seul subsiste son Torhalle (porche-entrée) daté du milieu du IXe siècle, l'un des plus importants vestiges de l'architecture préromane en Allemagne. Elle figure sur la liste du patrimoine mondial de l’Unesco depuis 1991.
Succursale de la cour carolingienne, elle a été fondée par le comte Cancor et sa mère Wiliswinte ; ils en confièrent la direction à Chrodegang, archevêque de Metz, fils de Landrada de Hesbaye (Landrade), sœur de Robert Ier de Hesbaye et, donc, cousin germain de Cancor, et a été occupée par des moines bénédictins venant de l’abbaye de Gorze près de Metz. En 885, l'abbaye est nommée Lauressam, le nom actuel étant apparu au cours du temps. L'église abbatiale et les bâtiments en bois d'origine étaient situés sur le terrain de l'actuelle cathédrale. La consécration de l'église est faite par l'archevêque de Mayence Lull vers l'an 774 en présence de Charlemagne. Possédant l'une des plus grandes bibliothèques du Moyen Âge, l'abbaye a des possessions dans la forêt d'Odenwald, la Bergstraße, la Hesse rhénane, l'Alsace et la Lorraine. L'abbaye devient une possession de l'électorat de Mayence en 1232 puis du Palatinat du Rhin à partir de 1461. Elle est dissoute en 1564 puis incendiée en 1621 lors de la retraite des Espagnols.[réf. nécessaire]
Des documents précieux ont été produits ou conservés dans cette abbaye, en particulier l'évangéliaire, le codex, la pharmacopée et les Annales de Lorsch.[réf. nécessaire]

## Situation
L'abbaye est située entre Francfort (60 km au nord) et Mannheim (30 km au sud), à environ 17 km à l'est de Worms (diètes de Worms).

## Histoire

### La fondation

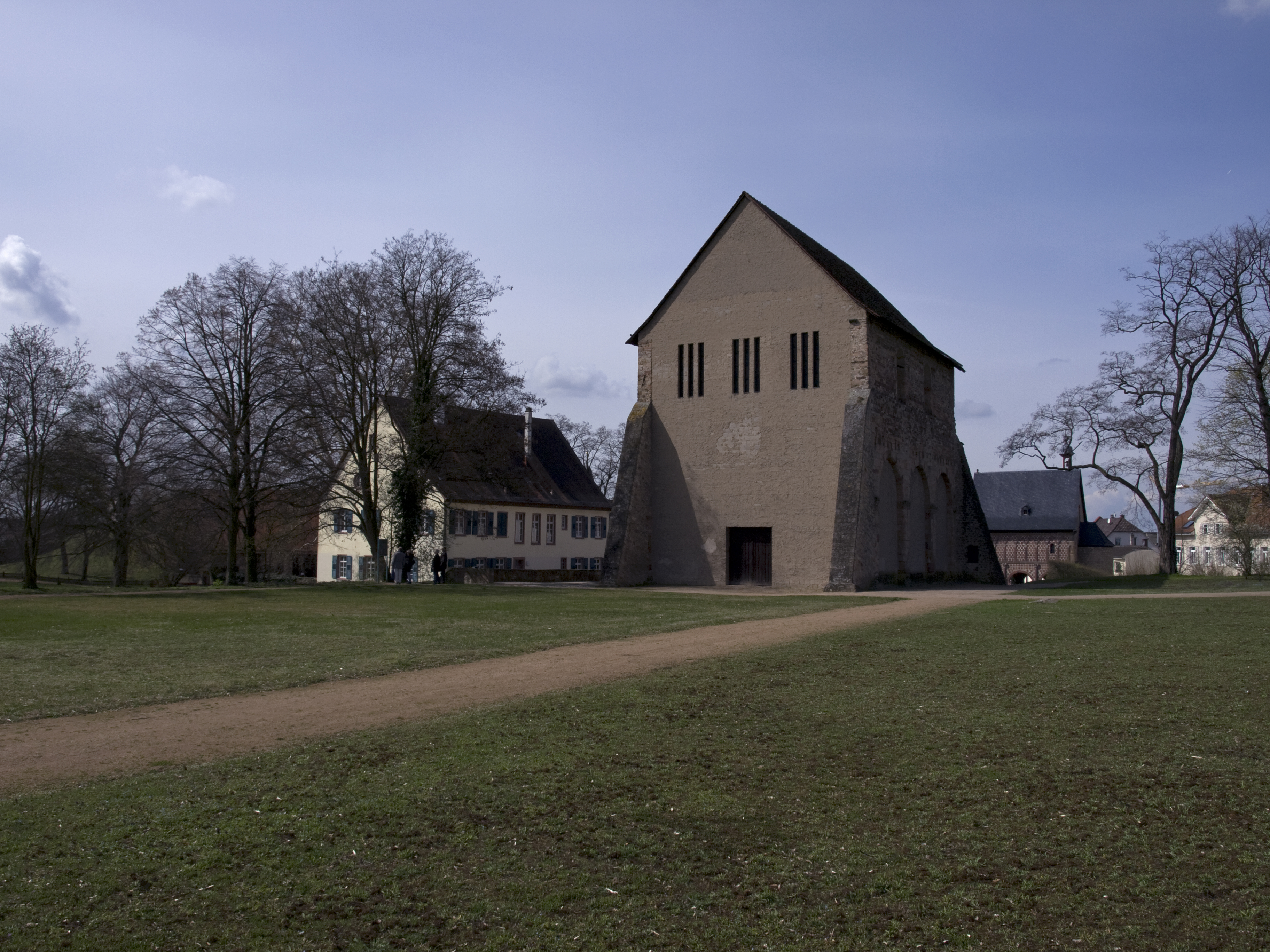
L'église en ruine.

D'après le codex de Lorsch, l'abbaye fut fondée en 764 en tant qu'église propriétaire (Eigenkloster en allemand, ecclesia propria en latin) par le Robertien Cancor (comte en Alémanie jusqu'en 758 puis comte en Rheingau jusqu'à sa mort en 771) et sa mère Williswinth. Elle est située au bord de la Weschnitz. Des actes encore existants laissent penser qu'une église dédiée à saint Pierre et fondée par cette famille existait déjà. L'église fut probablement transformée en abbaye pour servir de nécropole à la famille. Elle fut remise à l'évêque Chrodegang de Metz, le fils de Landrada de Hesbaye, qui fut donc le premier abbé. L'évêque, légat du pape, était un des membres les plus influents du clergé franc et entretenait de bonnes relations avec le maire du palais Pépin le Bref.
L'abbaye est peuplée par des moines bénédictins venus de Gorze, une abbaye fondée quelques années auparavant par Chrodegang vers 747. Sur la demande de Chrodegang qui souhaite avoir des reliques, le pape Paul Ier envoie des ossements de saint Nazaire, qui arrivent le 11 juillet 765. L'abbaye reçoit d'autres donations, le nombre des pèlerins augmente considérablement. C'est peut-être pour cela qu'une nouvelle église est construite un peu plus haut à partir de 765 sur un terrain donné par Thurinkbert, un frère de Cancor. Cette année-là aussi, l'abbé Chrodegang est remplacé par un de ses frères, Gundeland. Lorsque Chrodegang meurt en mars 766, l'abbaye compte seize moines.
La transformation d'une abbaye propriétaire en une abbaye royale est provoquée par Heimerich, le fils de Cancor. À la mort de Cancor, Heimerich veut faire valoir ses droits sur l'abbaye. L'abbé Gundeland (765-778) se tourne donc vers le tribunal de la cour de Charlemagne où ses droits sont reconnus. Sur ce, Gundeland remet l'abbaye à Charlemagne pour sortir de l'emprise de la noblesse et des évêchés voisins de Mayence et de Worms. Charlemagne prend donc l'abbaye sous sa protection et celle-ci obtient ainsi l'immunité et le droit de choisir ses abbés, contre l'obligation de servir le roi (servitum regis). Dans ce contexte intervient la donation par Charlemagne en 773 et 774 de la marche d'Heppenheim et de la villa d'Oppenheim.
La nouvelle église abbatiale est terminée en 774. À cette occasion, Gundeland invite Charlemagne qui revient d'Italie où il a vaincu les Lombards. L'évêque de Mayence Lull consacre l'église et transfère les reliques de saint Nazaire dans la nouvelle église. Déjà cette année-là, les premiers bâtiments du palais royal devaient exister ; ce palais accueille souvent Charlemagne et le roi Louis le Germanique.
Le quatrième abbé, Richbod (784-804), fonde le scriptorium. Peu après, une école est créée. Une des bibliothèques les plus importantes du haut Moyen Âge se développe. Richbod doit probablement son élection à ses bonnes relations avec la cour royale. De 791 à sa mort en 793, il est aussi archevêque de Trèves. L'abbaye a un rôle important dans la production des livres et donc pour la réforme de l'enseignement dans l'empire franc. À cette époque sont écrites les Annales de Lorsch et la pharmacopée de Lorsch. De plus, Richbod laisse construire l'ecclesia triplex, une autre petite église associée à la construction d'un premier bâtiment d'habitation en pierre, et la fortification de l'abbaye par un mur de pierre.
Son successeur, Adalung (804-837), parvient à agrandir les possessions de l'abbaye et entretient aussi d'étroites relations avec la cour impériale. Charlemagne le nomme abbé de Saint-Vaast à Arras. Il est un des signataires du testament de Charlemagne et un proche conseiller du nouvel empereur Louis le Pieux. En 823, l'empereur l'envoie en mission à Rome pour des investigations contre le pape Pascal Ier. Durant les conflits entre l'empereur et ses fils, en 832, l'abbaye est occupée par Louis le Germanique. À cette époque l'abbaye compte 60 moines.
Le porche-entrée (la Torhalle) en grès rouge et blanc est construit au milieu de ce siècle. La fonction originelle de ce bâtiment est encore inconnue (bibliothèque, salle de réception… ?). Le rez-de-chaussée consiste en une salle ouverte par trois arches.

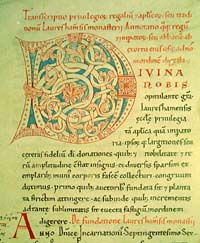
La première page du Codex de Lorsch.

### L'apogée
Les possessions de l'abbaye s'agrandissent au gré des donations qui viennent surtout de la noblesse locale comme celle de Michelstadt par Éginhard dans la première moitié du IXe siècle. Ces donations viennent essentiellement du pays de Worms, du Lobdengau, de l'Oberrheingau, du Kraichgau et du pays de Spire dans la plaine du Rhin. La reine Édith y séjourne en 939. La puissance de l'abbaye est à son apogée avec l'abbé Udalrich (1056-1075), qui se présente à la diète de Trebur en 1066 accompagné de mille deux cents personnes.
Au Xe siècle, l'abbaye suit la réforme bénédictine issue de l'abbaye de Gorze. Des filiales sont créées telles que le Michaelkloster en 870, le Stephanskloster au XIe siècle et l'abbaye de Neuburg au XIIe siècle, toutes trois près de Heidelberg.
L'abbaye possède une des plus grandes bibliothèques du Moyen Âge. Elle est incorporée par la suite dans la bibliothèque palatine. Ainsi, par exemple, l'évangéliaire est transféré à Heidelberg par Otto Heinrich au XVIe siècle.

### La perte de l'indépendance
Konrad (1214-1229) est le dernier abbé. L'abbaye est placée ensuite en 1232 sous l'autorité de l'archevêché de Mayence et l'évêque Siegfried III von Eppstein en engage la réforme. Les bénédictins qui s'opposent à cette réforme doivent s'en aller et sont remplacés par des cisterciens. La présence de ces derniers est courte : dès 1248, ils cèdent leur place à des prémontrés venus d'Allerheiligen.
En 1461, l'électorat de Mayence cède ses possessions sur la Bergstraße, dont l'abbaye de Lorsch, au palatinat du Rhin qui introduit la réforme protestante en 1556 et ferme l'abbaye en 1564. Lorsch est brulée lorsque les Espagnols se retirent de la Bergstraße en 1621. Durant la suite de la guerre de Trente Ans, l'abbaye retourne aux domaines catholiques de l'électorat de Mayence. À partir de cette époque, elle sert de carrière de pierres. Seule la Königshalle (Torhalle) est restée intacte. En Allemagne, c'est un des plus vieux bâtiments en pierre qui subsiste encore et un des rares témoins de l'architecture carolingienne.

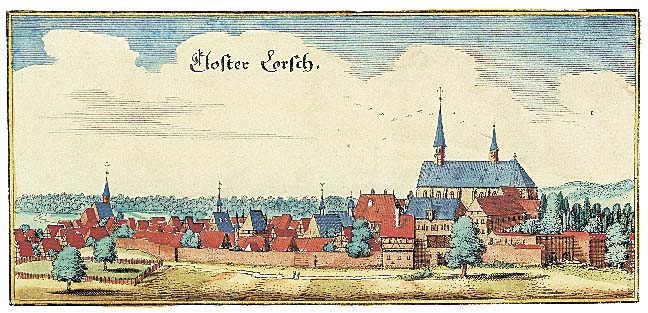
L'ensemble en 1615, six ans avant la destruction.

### Fouilles

#### La tête de Lorsch
Le site est fouillé sous la direction de Friedrich Behn dans les années 1930. En 1933 les fouilles mettent au jour un dépotoir qui livre des vestiges vraisemblablement issus des destructions de la guerre de Trente Ans (1618-1648), dont plus de 150 morceaux de vitraux. Parmi ces pièces se trouvent 40 morceaux d'un vitrail figurant la tête de Lorsch, le plus ancien témoin de vitrerie figurée d'Allemagne, et incluant une tête nimbée de bleu, deux pieds, des vêtements blancs, jaunes et verts, un dragon vert, et des restes de bordures ornementales blanches et vertes. La tête est reconstituée en 1936 par Heinz Merten et Otto Linnemann et datée alors de la première moitié du IXe siècle. En 1950, Friedrich Gerke y reconnaît des influences insulaires et propose de la dater de la fin du IXe siècle. En 1965, Gottfried Frenzel propose une nouvelle composition qui inclut plus de fragments que celle proposée par Merten et Linnemann et est plus précise et moins idéalisante que la leur. La version de Frenzel est la base sur laquelle repose l'analyse de Gast. Puis Louis Grodecki note en 1977 les analogies entre ce vitrail et le vitrail d'une tête d'homme de l'abbaye de Wissembourg, et subséquemment met en doute les datations hautes de la tête de Lorsch. Becksmann se rallie à son argumentation en 1998 et propose une date autour de 1090. Mais Gast reconsidère les analyses précédentes et recule la date vers 1052, à l'époque de la consécration de l'Ecclesia Varia, l’église funéraire des souverains carolingiens, après des réaménagements importants. La tête de Lorsch n'est donc plus considérée comme une œuvre carolingienne ; mais la dernière date de Gast la situe cependant plus tôt que Becksmann ne l'avait pensé en 1998. Ce vitrail reprend une place tout au début de la chronologie du vitrail figuré, précédant la tête de Wissembourg que D. Borlée date de la deuxième moitié du XIIe siècle.